# Hallencourt
Hallencourt är en kommun i departementet Somme i regionen Hauts-de-France i norra Frankrike. Kommunen ligger i kantonen Hallencourt som tillhör arrondissementet Abbeville. År 2022 hade Hallencourt 1 318 invånare. 
Författaren Édouard Louis växte upp i Hallencourt, varför också handlingen i uppväxtskildringen Göra sig kvitt Eddy Bellegueule utspelar sig här.  

## Befolkningsutveckling
Antalet invånare i kommunen Hallencourt
| Referens: INSEE |